# Unteres Schloss (Alfdorf)

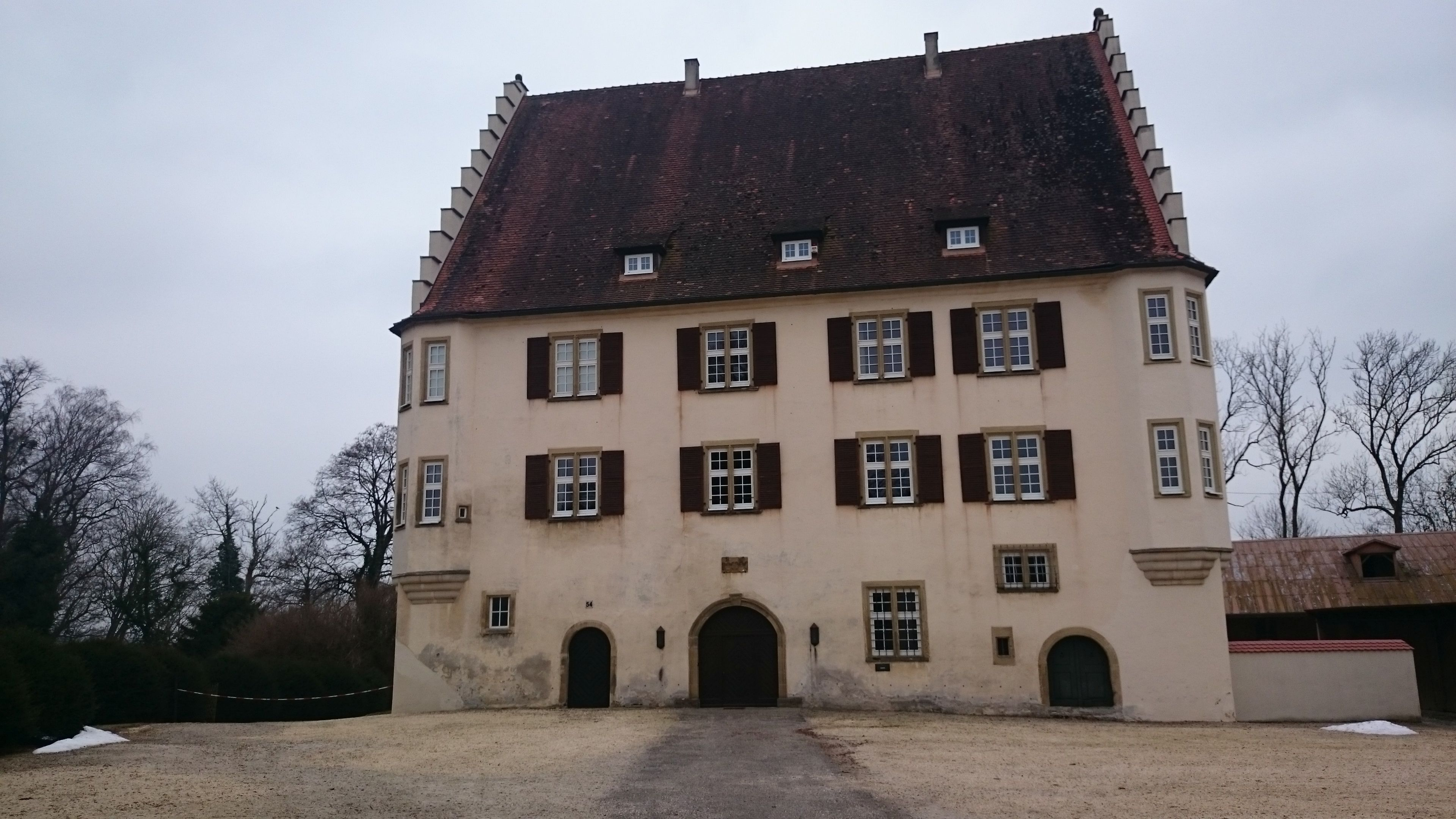
Unteres Schloss, 2017

Das Untere Schloss ist ein Schloss in Alfdorf im Rems-Murr-Kreis. Es wurde im 16. Jahrhundert erbaut und ist somit das ältere der beiden Schlösser Alfdorfs.

## Lage und Beschreibung
Das Schloss befindet sich am südöstlichen Ende des Dorfes an der Unteren Schlossstraße. Es besteht aus dem massiven Schlossgebäude südlich sowie mehreren Wirtschaftsgebäuden im Westen und Norden, die mit dem Schloss einen Hofraum einschließen. An die Wirtschaftsgebäude schließt östlich ein fast quadratisches Torhaus an. Die östliche Seite des Hofraums grenzt an den Schlossgarten, in dem sich das ehemalige „Lust- und Glashaus“ befindet.
Das Schloss ist ein dreigeschossiges Steingebäude mit Staffelgiebel. An der zum Hof gewandten Seite befinden sich zwei Erker, die in etwa drei Metern Höhe hervortreten und auf Höhe der Dachtraufe enden. Des Weiteren befindet sich auf dem Garten zugewandten Seite zwischen dem Erdgeschoss und dem ersten Stock ein rechteckiger Erker mit Zeltdach, der früher wohl als Aborterker genutzt wurde.
Das 1720 erbaute Torhaus, das sich am nordöstlichen Hofraum befindet, ist ein fast quadratisches Gebäude mit einem gemauerten Erdgeschoss, einem darüberliegenden unverputzten Fachwerkgeschoss sowie einem Pyramidendach. Es hat ein rundbogiges Tor sowie eine Fußgängerpforte, durch die man in den Hofraum gelangt.
Das ehemalige „Glas- und Lusthaus“ ist ein zweigeschossiges Gebäude, welches auf der nordwestlichen Seite gemauert ist und ansonsten aus Fachwerkgeschossen besteht. Auf Straßen- und Gartenseite befinden sich zwei Zwerchhäuser.

## Geschichte
Das Schloss wurde im Jahr 1550 gebaut und im Jahre 1628 von Georg Friedrich vom Holtz erworben. 1686 bis 1688 wurde das Schloss unter der Leitung von Sebastian Vogt umgebaut. Noch Mitte des 19. Jahrhunderts war das Schloss Hauptwohnsitz der Familie vom Holtz.
Das ehemalige „Lust- und Glashaus“ am Rand des Schlossgartens wurde 1763 von Johann Leonard Josef Ernst erbaut. 1814 wurde der ursprüngliche Bau durch den heutigen ersetzt. Das Gebäude wurde 1834 zu einer Brauerei umgebaut. In den Jahren 1846 und 1847 wurde an das bestehende Gebäude ein Gewächshaus angebaut. Der östliche Teil wurde 1972 angebaut.

## Bilder

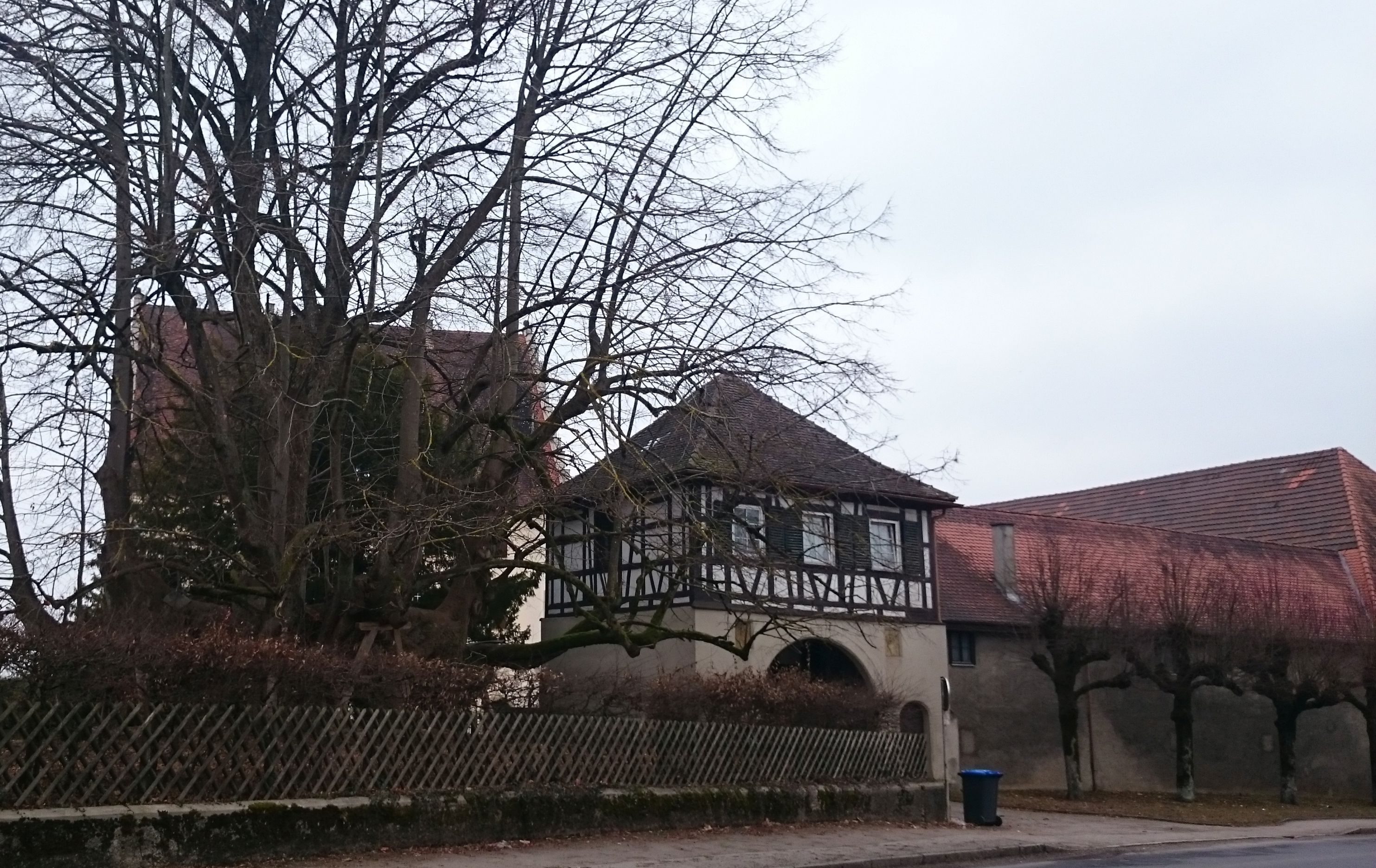
Ansicht von der Hauptstraße
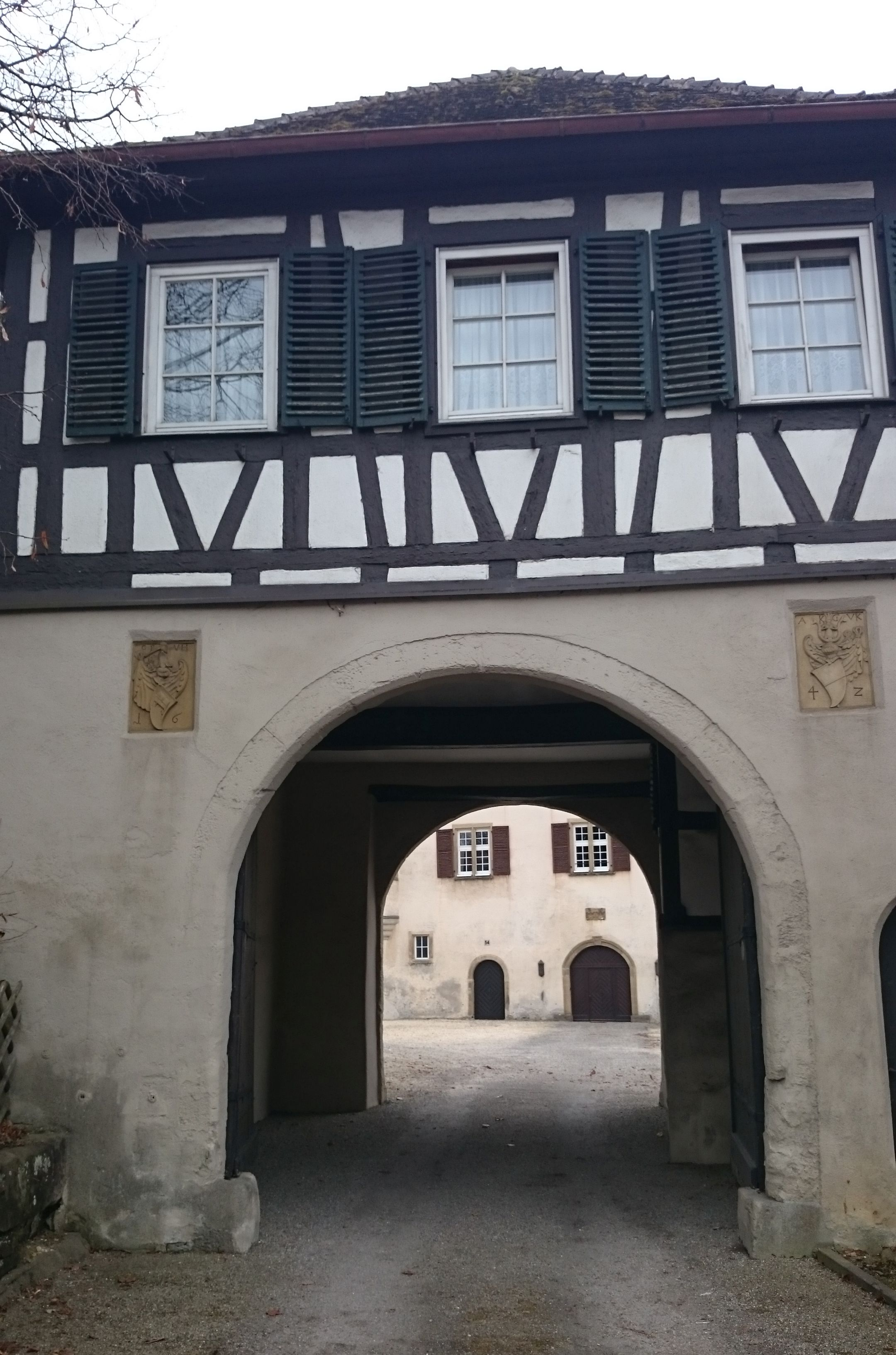
Torhaus
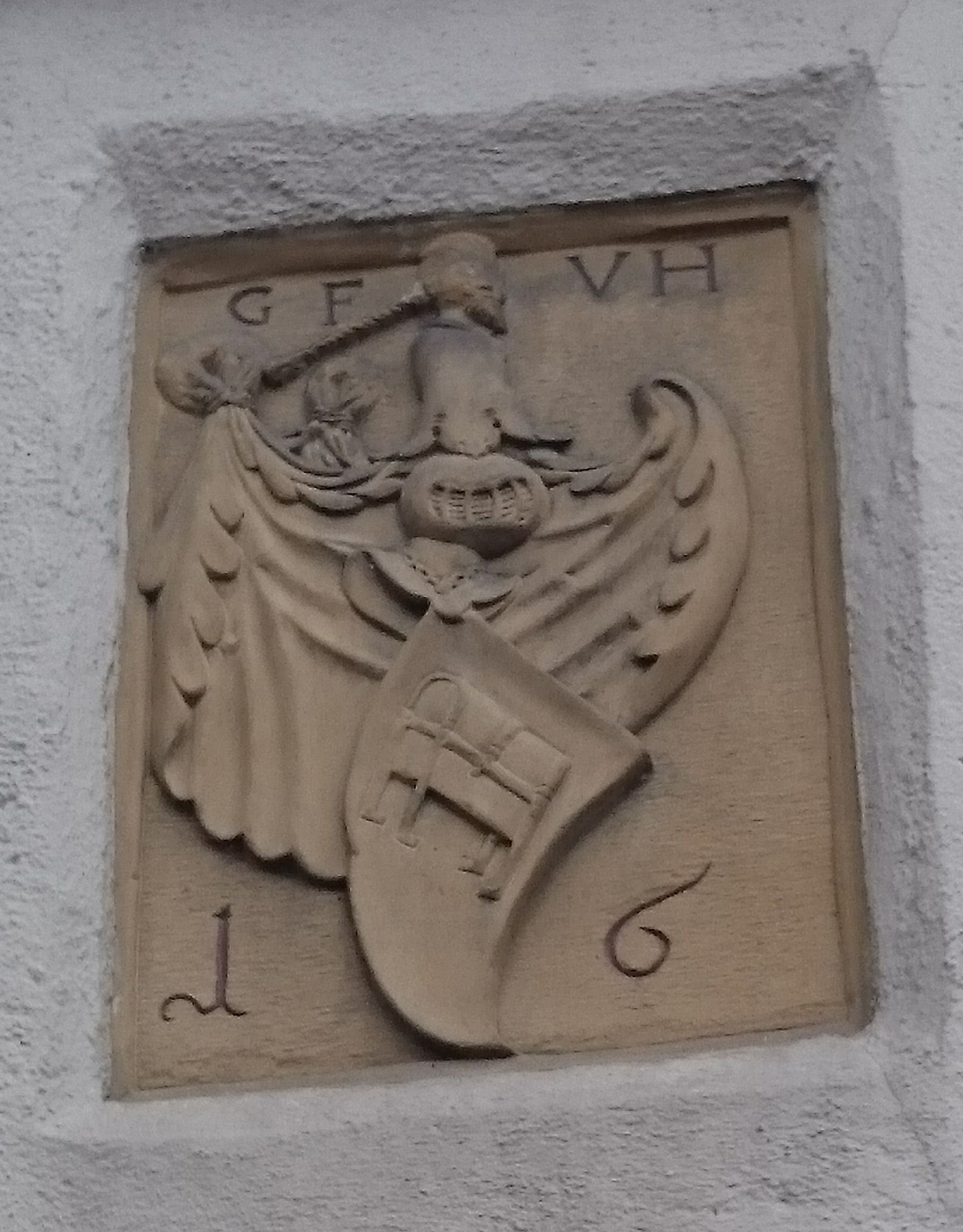
Wappen derer von Holtz am Torhaus
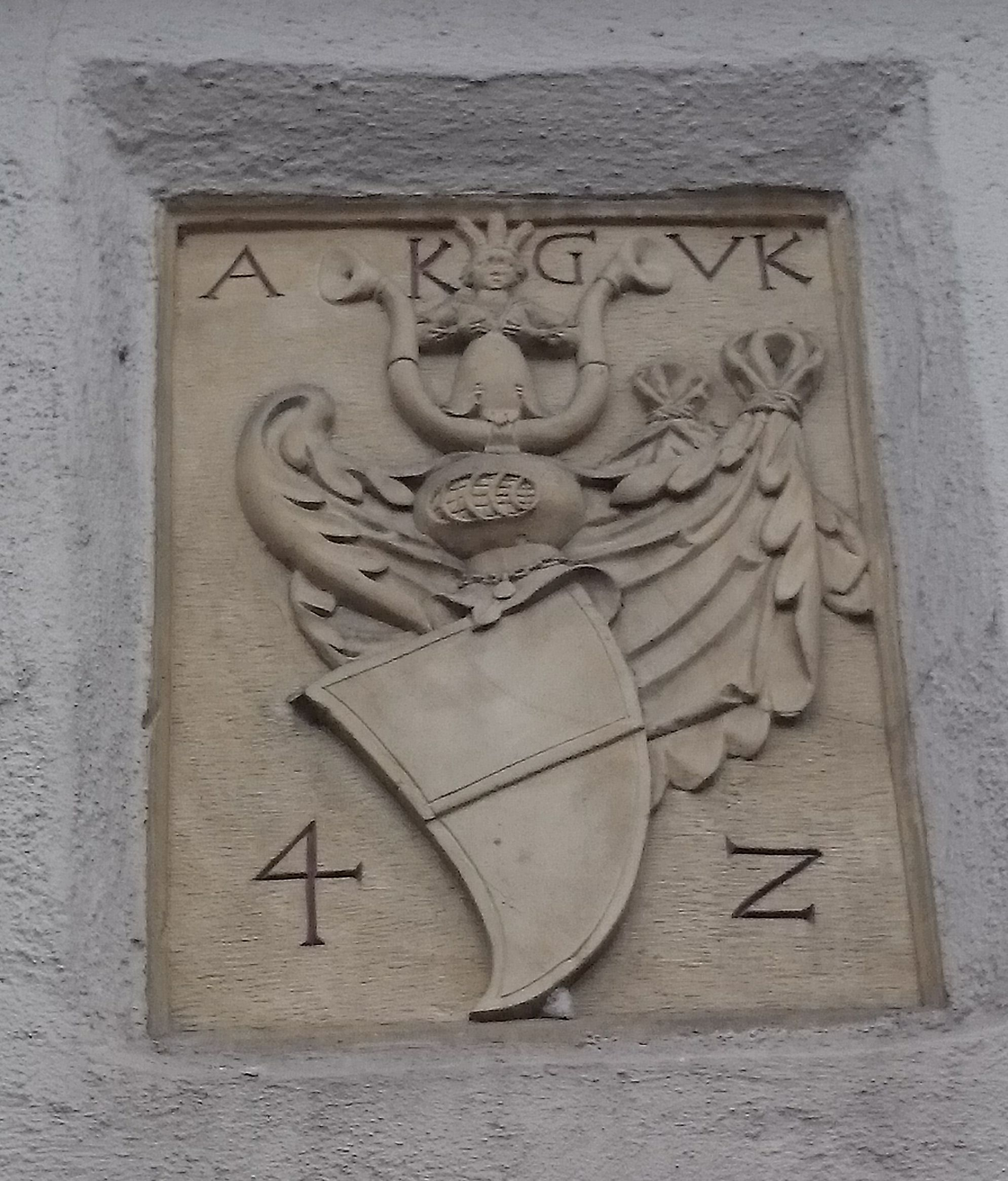
Wappen am Torhaus
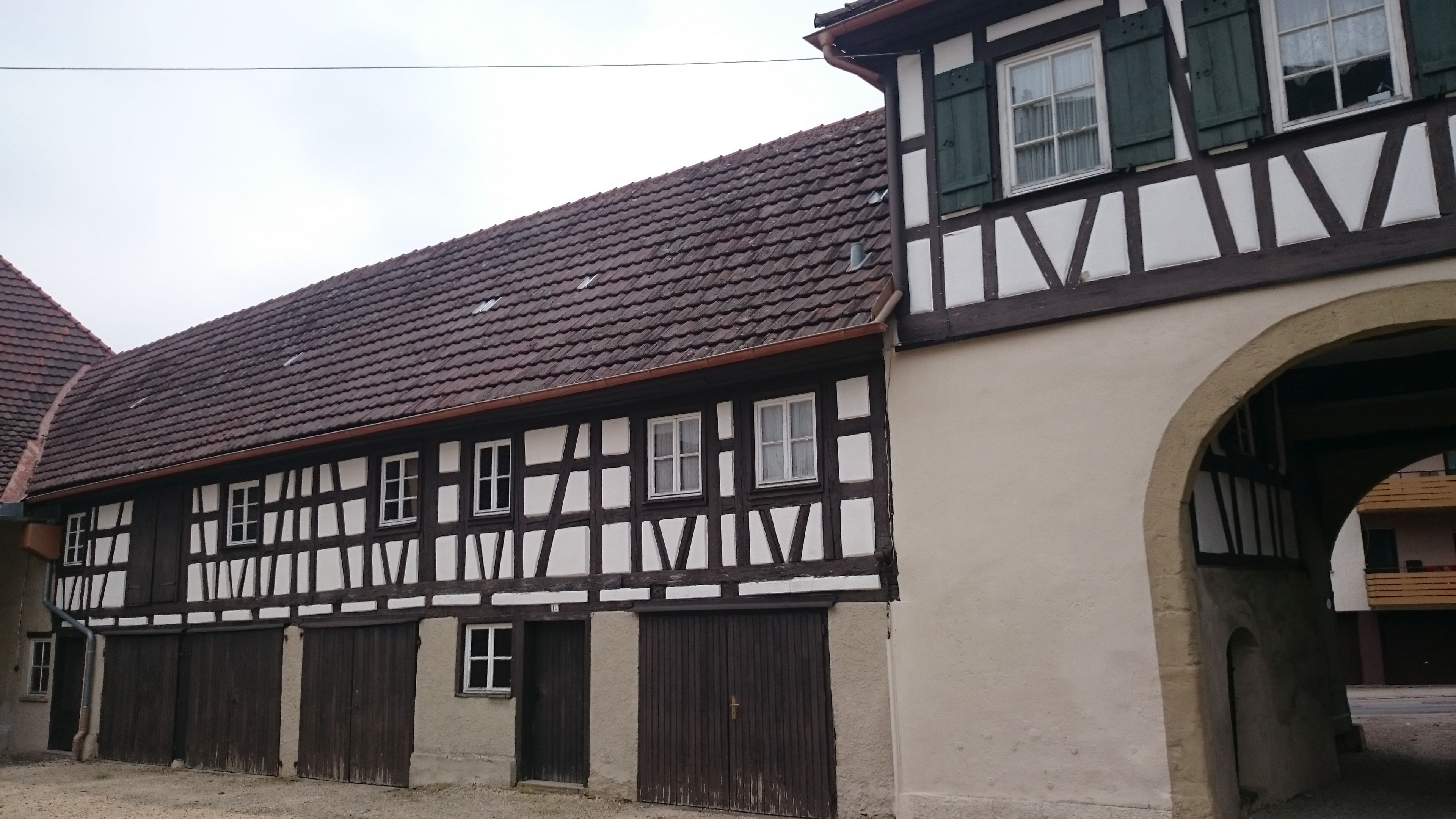
Nebengebäude
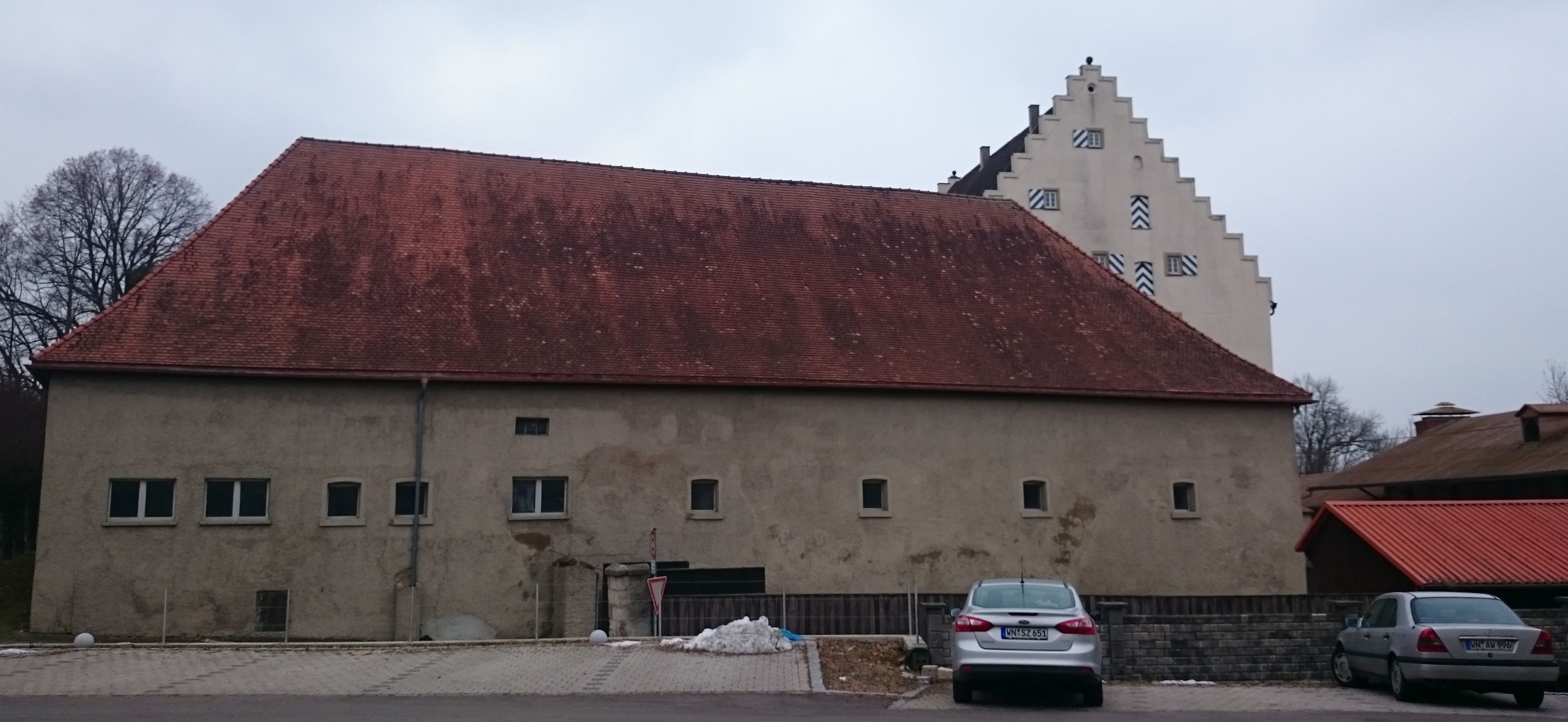
Nebengebäude
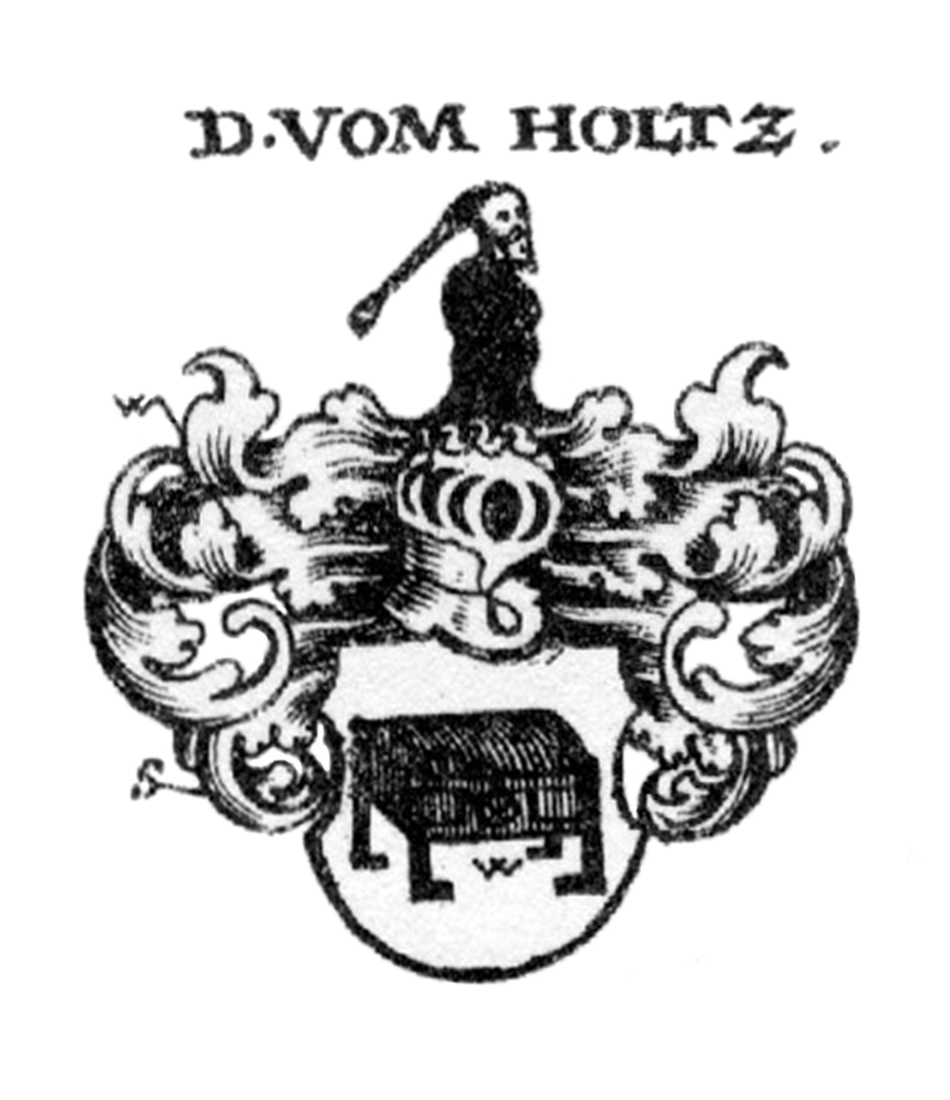
Wappen derer vom Holtz (aus Siebmachers Wappenbuch)